# Antigua och Barbuda i olympiska sommarspelen 2008
Antigua och Barbuda deltog i olympiska sommarspelen 2008 som ägde rum i Peking i Kina. Ingen av landets deltagare erövrade någon medalj.

## Friidrott
Förkortningar
- Notera – Placeringar gäller endast den tävlandes eget heat
- Q = Kvalificerade sig till nästa omgång via placering
- q = Kvalificerade sig på tid eller, i fältgrenarna, på placering utan att ha nått kvalgränsen
- NR = Nationellt rekord
- N/A = Omgången inte möjlig i grenen
- Bye = Idrottaren behövde inte delta i omgången

Herrar
Bana och väg
| Idrottare         | Gren  | Heat     | Heat      | Kvartsfinal | Kvartsfinal | Semifinal        | Semifinal        | Final            | Final            |
| Idrottare         | Gren  | Resultat | Placering | Resultat    | Placering   | Resultat         | Placering        | Resultat         | Placering        |
| ----------------- | ----- | -------- | --------- | ----------- | ----------- | ---------------- | ---------------- | ---------------- | ---------------- |
| Daniel Bailey     | 100 m | 10,24    | 2 Q       | 10.23       | 4           | Gick inte vidare | Gick inte vidare | Gick inte vidare | Gick inte vidare |
| Brendan Christian | 200 m | 20,58    | 2 Q       | 20.26       | 1 Q         | 20,29            | 5                | Gick inte vidare | Gick inte vidare |

Fältgrenar
| Idrottare     | Gren     | Kval    | Kval      | Final            | Final            |
| Idrottare     | Gren     | Distans | Placering | Distans          | Placering        |
| ------------- | -------- | ------- | --------- | ---------------- | ---------------- |
| James Grayman | Höjdhopp | 2,20    | 28        | Gick inte vidare | Gick inte vidare |

Damer
Bana och väg
| Idrottare      | Gren  | Heat     | Heat      | Kvartsfinal      | Kvartsfinal      | Semifinal        | Semifinal        | Final            | Final            |
| Idrottare      | Gren  | Resultat | Placering | Resultat         | Placering        | Resultat         | Placering        | Resultat         | Placering        |
| -------------- | ----- | -------- | --------- | ---------------- | ---------------- | ---------------- | ---------------- | ---------------- | ---------------- |
| Sonia Williams | 100 m | 12,04    | 6         | Gick inte vidare | Gick inte vidare | Gick inte vidare | Gick inte vidare | Gick inte vidare | Gick inte vidare |